# 장위안 (방송인)
장위안(중국어 간체자: 张玉安, 정체자: 張玉安, 병음: Zhāng Yù'ān, 한자음: 장옥안, 1984년 3월 4일~)은 중화인민공화국의 강사, 방송인이다. 대한민국에서 중국어 강사, 방송인으로 활동하였다. 현재는 대한민국을 떠나 중화인민공화국으로 귀국했다.

## 생애
랴오닝성 선양시에서 태어난 뒤 안산시에서 성장하였다. 중국에서 베이징 텔레비전 아나운서로 활동하였으나 빡빡한 스케줄로 그만두었다. 이후 대한민국으로 와서 서울에서 중국어 학원 강사와 중국어 번역가로 활동하고 있다. TBS(서울교통방송) eFM에서 '서울 생활 가유참'을 진행하였다. JTBC 《비정상회담》에서 중국 대표로 1회부터 102회까지 출연하였으며 2018년부터 TBS eFM에서 '1013 신식항' 라디오 진행을 맡고 있다.

## 학력
- 길림 대학교 아나운서학과 학사
- 서울대학교 대학원 중어중문학과 석사과정

## 논란

### 남중국해 억지주장 논란
2018년 11월 19일 19일 장위안은 앞서 16일 타이베이에서 열린 제55회 금마장 시상식 포스터와 함께 남중국해가 포함된 중국 지도 사진을 게재했다. 그는 사진과 함께 "중국 영화가 더 좋아지길 바란다. 중국은 조금도 작아질 수 없다"고 발언했다. 해당 게시물은 논란에 휩싸였고, 이에 대해 한 누리꾼은 "이 문제는 대만 사람들이 결정할 문제다. 돈은 한국에서 벌면서 왜 중화사상을 전시하냐"고 비판 댓글을 달았다.
이후 2019년 2월, 《집사부일체》 이연복 편에서 출연진들의 요리를 평가하는 심사위원 역할로 깜짝 등장하였는데 '한국을 진심으로 사랑하는 중국인 연예인들이 얼마나 많은데, 혐한인 장위안이 왜 나오냐', '혐한이면서 자국으로 돌아가지 않은것을 보니 정작 한국에서 버는 돈은 그렇게도 좋은가 보다', '집사부일체 애청자이지만 장위안 때문에 기분이 잡쳐서 이 날 방송은 보다가 말았다'는 등의 부정적인 여론이 압도적으로 쏟아졌다. 얼마나 많았는지 이러한 여론이 기사까지 작성될 정도였다. 대다수의 팬들이 등을 돌린 것을 제외하더라도 이 사건은 장위안에게 큰 악재가 되었는데, 후술하겠지만 이 논란으로 인해 사실상 한국 방송계에서 퇴출당한 상황을 맞이하게 되었다.

### 국수주의자 논란
방송에서 국수주의 성향의 모습을 보여주고 있는데, 실제로 이를 《비정상회담》 초반부터 굉장히 강조해왔다. 대부분의 대륙중국(중공)인들처럼 대만을 중국의 일부라고 생각한다. 예를 들어, 대만의 영화감독 리안을 대만이라고 따로 말하지 않고, 중국의 영화감독이라고 말한다던지, 2015년 4월 7일자 비정상회담 방송에서 중국 지도가 나갈 때 중국 서북지역 일부와 대만이 포함되지 않고 방송되자, 제작진에게 수정할 것을 요청해서 재방송 때는 대만이 포함된 지도로 바꿀것을 요구했다. 그리고 그걸 직접 자기 웨이보에 올리며 자신이 중화주의임을 강조했다. 이밖에도 "중국의 소수민족들은 중국에 잘 '융화'되어 평화롭다"고 발언하는 등 중국의 현실은 숨긴 채 포장하려 드는 면도 전형적인 중화사상이다. 성시경의 말에 따르면 민족주의자로서 확실히 조국에 대한 자부심을 가지고 있는 듯하고, 알베르토 몬디의 도발에 분해하는 모습도 보인다.
《비정상회담》 51회에서는 "중국이 성장하려는데 미국이 인권 문제를 '핑계'로 방해하고 있다"는 주장부터 시작해서, 진중권이 "이에 대해 인권 문제는 달리 생각했으면 좋겠다"고 지적하자 '중국에 와본 적 있냐? 왜 와보지도 않고 그러냐?'는 논리적 오류에 해당하는 발언을 하였다.
53회에서는 노르웨이 패널인 니콜라이 욘센이 "중국의 인권 운동가 류샤오보에게 노벨상을 수여하면서 중국과 노르웨이가 외교적으로 무역을 잘 안 하게 되었다"고 하자, 장위안이 "중국 정부 입장에서는 류샤오보가 위험 인물이고 노르웨이 쪽에 다 책임이 있다"는 식의 발언을 했다.
71회에서는 인도 출신의 일일 패널이 출연하자 중국과의 분쟁이나 성장 경쟁 토론을 하게 되었다. 인도가 인구나 성장률에서 중국을 이길수 있다고 하니까 "중국과 인도 격차는 워낙 커서 인도가 더 성장해봤자 중국한테 라이벌은 미국밖에 없고, 인도는 가장 큰 실패한 민주주의 국가고, 중국한테는 인도는 그냥 인도죠."라는 식으로 말했다.

### 혐한 논란
그는 한국 활동 중단하고 중국으로 돌아간 이후 2024년 5월 24일 그는 틱톡 방송 내용을 다룬 영상을 업로드했는데 그가 "한국이 중국 문화를 훔쳤다"는 혐한 발언을 해 논란이 되었다.
그가 "한국인이 중국의 문화를 훔치는 것에 대해 한국인들이 어떻게 생각하는지 길거리 인터뷰를 진행하겠다.", "단오절, 공자, 한자, 절기에 관련된 것 등 중국적 요소 등이 전부 한국 것이라고 생각하는지 물을 것이다.", "경복궁에 가서 명나라, 송나라 때의 황제 옷을 입고 왕궁을 한 번 돌아보겠다. 마치 시찰을 나온 느낌으로.", "한국에 가서 중립적인 입장에서 진정한 한국을 보여주겠다."라는 너무나 어이가 없는 발언을 했다.
이에 서경덕 교수는 "중국인의 열등감", "삐뚤어진 중화사상"이라고 비판했다.
5월 28일 대한민국에 도착하자마자 그는 "방금 한국에 도착해서 일하려 했었는데 한국 실시간 검색에 올랐다는 소식을 듣고 솔직히 너무 큰 충격을 받았다"고 밝혔다. 이어 "시간을 좀 달라. 내 진짜 속마음을 표하고 싶다"며 "동시에 내가 고수하는 한 가지 원칙은 '양국의 민간관계가 더욱 좋아지길 바란다'는 것"이라고 말했다.

## 방송 출연

### 텔레비전
- 2014년 JTBC 비정상회담
- 2014년 JTBC 냉장고를 부탁해
- 2014년 SBS 플러스 슈퍼주니어M의 게스트하우스
- 2015년 KBS2 해피투게더
- 2015년 JTBC 내 친구의 집은 어디인가
- 2015년 tvN SNL 코리아 (시즌 6)
- 2016년 KBS2 가싶남
- 2016년 MBC 마이 리틀 텔레비전
- 2016년 KBS2 우리동네 예체능
- 2017년 MBC 수목드라마 미씽나인
- 2017년 KBS2 하숙집 딸들
- 2017년 MBC 미스터리 음악쇼 복면가왕, 2017년) - 월화수목금금금 신입사원(참가자)
- 2017년 TV조선 영웅삼국지

### 라디오
- 《서울생활가유참》(tbs eFM, 2014년)
- 《굿모닝FM 전현무입니다》(MBC FM4U, 2014년)
- 《장동민 레이디 제인의 2시》(KBS, 2015년)

### 광고
- 제일모직 삼청동 하티스트 (2014년) - 기부를 쇼핑하다 편
- 화웨이 (2014년)
- 웰퍼스 온수매트 (2014년)
- 풀무원 바른먹거리 (2014년)
- 파고다교육그룹 파고다중국어 (2015년) - 정상훈과 함께 출연